# Regentenstraße 51 (Mönchengladbach)

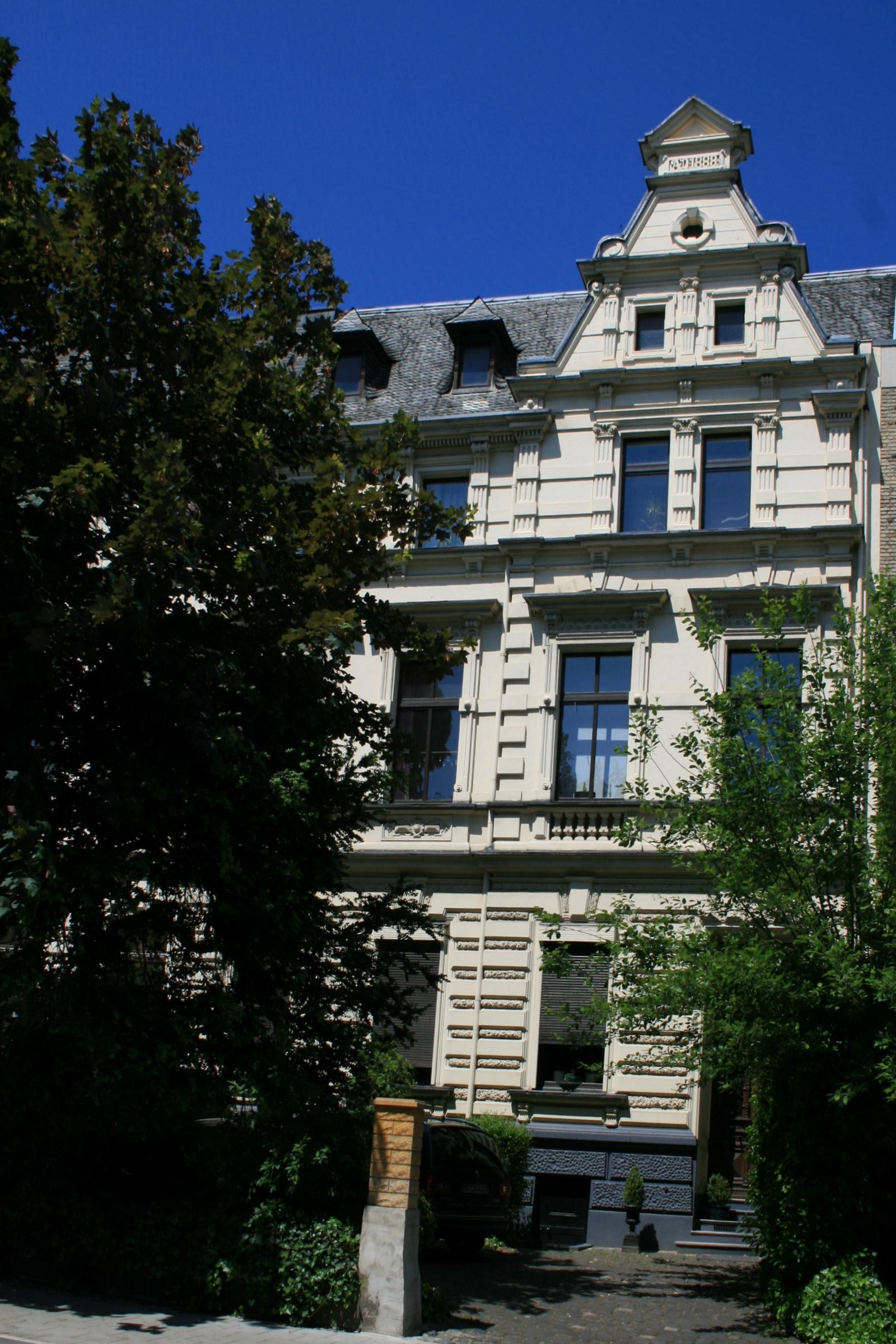
Wohnhaus (2010)

Das Wohnhaus Regentenstraße 51 steht in Mönchengladbach (Nordrhein-Westfalen).
Das Gebäude wurde 1888 erbaut. Es wurde unter Nr. R 017 am 24. September 1985 in die Denkmalliste der Stadt Mönchengladbach eingetragen.

## Lage
Das Wohnhaus Regentenstraße Nr. 51 steht im Bereich der Oberstadt und bildet eine Einheit mit dem Haus Nr. 49 in Form eines Doppelhauses.

## Architektur
Das Gebäude wurde 1888 erbaut und ist im rechten Giebel des Nachbarhauses ausgewiesen. Zusammen mit Haus Nr. 49 bildet es ein dreigeschossiges Doppelhaus mit zwei Seitenrisaliten. Das Dach ist als Mansarddach ausgebildet. Das Objekt ist als gründerzeitliches Doppelwohnhaus, das für den Stadtbezirk ortstypischen Charakters besitzt, erhaltenswert.